# MONTAGE
《MONTAGE》，是日本電影《燕尾蝶》衍生的樂團YEN TOWN BAND的錄音室專輯。1996年9月16日發行。

## 簡介
由岩井俊二執導、CHARA親自主演的電影《燕尾蝶》，音樂製作人小林武史以電影中的虛構樂團「YEN TOWN BAND」為名義組成限定的樂團組合。
專輯曲目都是電影中出現過的歌曲，全部由CHARA主唱。其中《Swallowtail Butterfly ～愛之歌～》已經在同年7月發行CD單曲，並且慢慢成為大熱歌曲，在排行榜中穩步上升；《My way》則是翻唱自法蘭·仙納杜拉的同名名曲。
專輯與電影同部發行，發售後即連續兩週佔據Oricon公信榜專輯榜冠軍，同時《Swallowtail Butterfly ～愛之歌～》也終於躍升至Oricon冠軍。是日本音樂史上首張以作品角色名義發行的專輯獲得Oricon冠軍，直到近13年後才有第二張專輯達到這個紀錄。
Oricon統計的總銷量高達78.5萬張，是1996年度日本專輯銷量第31位。
這張專輯的評價普遍很高，在電台播放方面也很受歡迎。

## 收錄曲目
1. Sunday Park
2. Mama's alright
3. She don't care
4. Swallowtail Butterfly ～愛之歌～（Swallowtail Butterfly 〜あいのうた〜）
5. 上海寶貝（上海ベイベ）
6. 實現吧實現吧（してよしてよ）
7. 小小的手心（小さな手のひら）
8. My way